# Гуменюк Костянтин Віталійович
Костянтин Віталійович Гуменюк (нар. 29 вересня 1973, м. Вінниця) — український військовий хірург, головний хірург Збройних сил України командування Медичних сил Збройних Сил України, полковник медичної служби, педагог, кандидат медичних наук (2009). Заслужений лікар України, лауреат Національної премії України імені Бориса Патона.

## Життєпис
Закінчив Вінницьке базове медичне училище ім. Д. К. Заболотного (1992, з відзнакою), Вінницький державний медичний університет ім. М. І. Пирогова (1998), Українську військову медичну академію (2001). Працював фельдшером на станції швидкої медичної допомоги.
Від 2001 року проходить службу у Військово медичному клінічному центрі Центрального регіону м. Вінниця з посади ординатора відділення невідкладної хірургії до начальника клініки ендоскопічної хірургії та ендоскопічної діагностики. Асистент катедри ендоскопічної та серцево-судинної хірургії Вінницького національного медичного університету ім. М. І. Пирогова.
У травні 2014 року перебував у зоні АТО, де служив старшим передової лікарсько-сестринської бригади в складі 95-ї аеромобільної бригади (Добропілля, Слов'янськ), у 2015 році був провідним хірургом 59-ї військово-мобільного госпіталю поблизу Луганська. У 2017 році — головний хірург АТО, 2018—2019 — головний хірург операції Об'єднаних сил.
У травні 2022 року в військовому мобільному госпіталі в одному з прифронтових міст вперше в Україні виконав сучасну лапароскопічну операцію з видалення нирки при вогнепальному пораненні з руйнацією органу. Немає аналогів у світі.

## Доробок
Автор понад 20 публікацій в журналах з хірургії, має 2 патенти на винахід, та 15 раціоналізаторських пропозицій.

## Нагороди
- Орден «За заслуги» III ст. (3 червня 2022) — за вагомий особистий внесок у надання кваліфікованої медичної допомоги та збереження життя людей в умовах воєнного стану, високий професіоналізм[3]
- Медаль «Захиснику Вітчизни»
- Заслужений лікар України (11 жовтня 2018) — за вагомий особистий внесок у зміцнення обороноздатності Української держави, мужність, самовідданість і високий професіоналізм, виявлені під час бойових дій, зразкове виконання службових обов'язків[4]
- Національна премія України імені Бориса Патона 2022 року — за роботу «Організація екстреної медичної допомоги та лікування гострої крововтрати в умовах бойових дій та клінічній практиці» (у складі колективу)[5]
- Відзнака Президента України «За участь в антитерористичній операції»